# Grevillea helmsiae
Grevillea helmsiae là một loài thực vật có hoa trong họ Quắn hoa. Loài này được F.M.Bailey miêu tả khoa học đầu tiên năm 1898.